# Kitakata
Kitakata (jap. 喜多方市 Kitakata-shi) – miasto w prefekturze Fukushima, na wyspie Honsiu, w Japonii. Ma powierzchnię 554,63 km². W 2020 r. mieszkało w nim 44 760 osób, w 16 016 gospodarstwach domowych  (w 2010 r. 52 356 osób, w 16 922 gospodarstwach domowych) .

## Położenie
Miasto leży we wschodniej części prefektury, graniczy z miastami:
- Aizuwakamatsu
- Yonezawa
- Shibata

## Historia
Kitakata uzyskało status miasta 31 marca 1954.